# CAP 정리
CAP 정리(CAP 定理), 또는 브루어의 정리(Brewer 定理)는 다음과 같은 세 가지 조건을 모두 만족하는 분산 컴퓨터 시스템이 존재하지 않음을 증명한 정리이다.
- 일관성(一貫性, Consistency): 모든 노드가 같은 순간에 같은 데이터를 볼 수 있다.
- 가용성(可用性, Availability): 모든 요청이 성공 또는 실패 결과를 반환할 수 있다.
- 분할내성(分割耐性, Partition tolerance): 메시지 전달이 실패하거나 시스템 일부가 망가져도 시스템이 계속 동작할 수 있다.

위의 세 가지 조건의 첫 글자를 따서 CAP 정리라고 부른다.
2000년 전산학자 에릭 브루어가 이 명제를 가설로서 제시하였고, 2002년 세스 길버트와 낸시 린치가 이를 증명하였다.

## 같이 보기
- 트릴레마